# Bianca Maria Visconti
Bianca Maria Visconti (Settimo Pavese, 31 marzo 1425 – Melegnano, 23 o 28 ottobre 1468) Fu chiamata così in onore della sua bisnonna paterna Bianca Maria di Savoia (*1336 +1387), era figlia legittimata e unica erede di Filippo Maria Visconti, duca di Milano, e di Agnese del Maino. Fu moglie di Francesco Sforza, duchessa di Milano dal 1450 al 1466, e madre dei duchi Galeazzo Maria Sforza e Ludovico il Moro.

## Biografia

### L'unica erede del ducato
Bianca Maria nacque nel castello di Settimo Pavese il 31 marzo del 1425, dalla nobildonna Agnese del Maino, forse dama di compagnia della sventurata Beatrice di Tenda, e dal duca Filippo Maria Visconti. Alla piccola venne dato il nome di Bianca, mutuato dalla nonna paterna di Filippo Maria, seguito dal nome Maria che era imposto per voto a tutti i discendenti di Gian Galeazzo Visconti. Le venne assegnata come balia Caterina Meravigli, (il cognome talvolta si trova nella forma Mirabiglia), appartenente a una famiglia di fidati cortigiani.
Nonostante il padre desiderasse un figlio maschio, la nascita di una figlia non fu una completa delusione. Non avendo avuto figli dal primo matrimonio con Beatrice di Tenda, Filippo Maria aveva infatti presentato all'imperatore Sigismondo di Lussemburgo, di cui era vassallo, la richiesta di poter nominare suo successore un figlio naturale. Questa richiesta, inizialmente, fu rifiutata dalla corte imperiale ma, dopo continue insistenze di Filippo Maria, l'imperatore legittimò la piccola Bianca Maria nel 1430, in cambio di un donativo di 1.200 ducati.

#### Gli intrighi matrimoniali

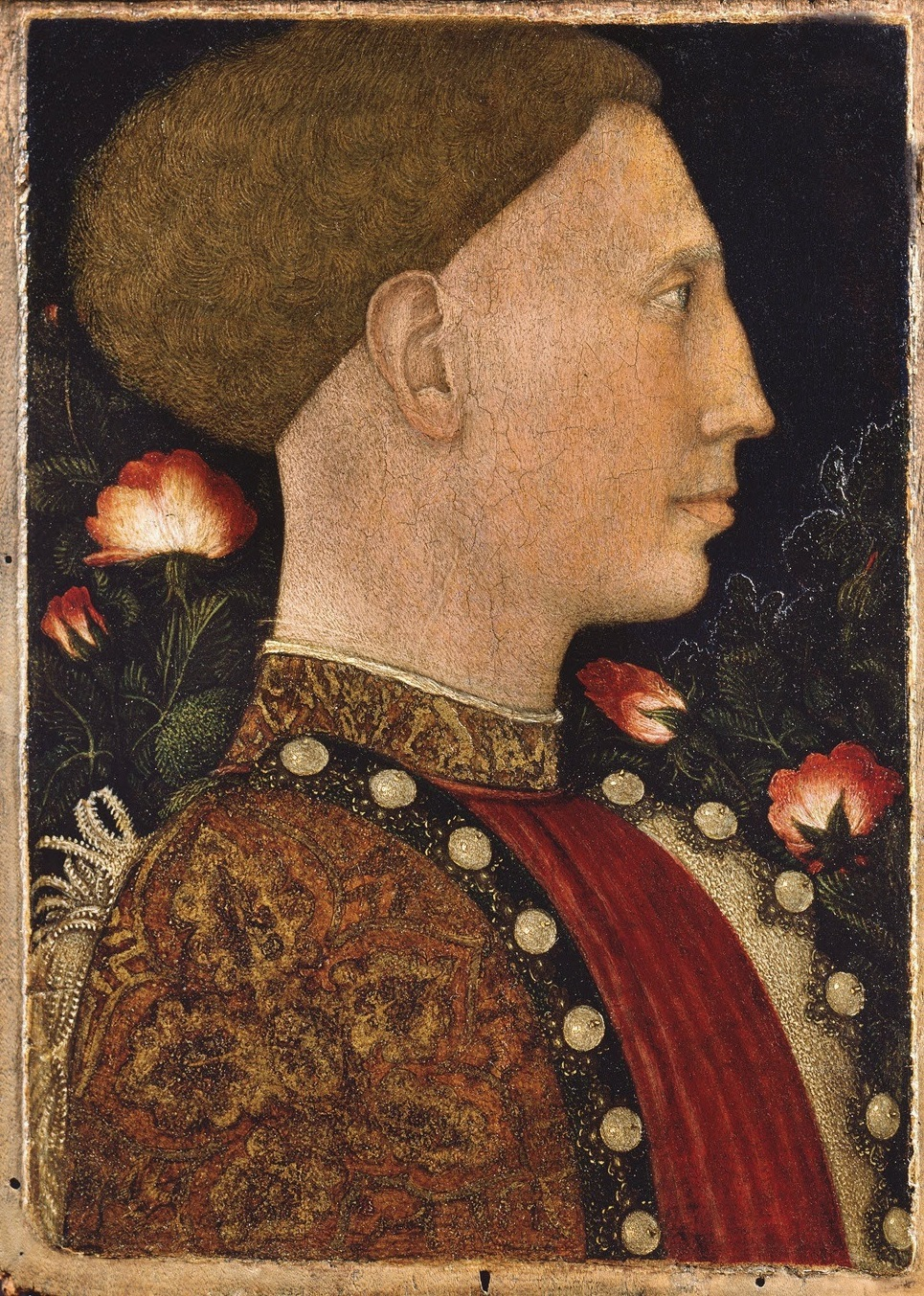
Leonello D'Este

Nel 1430, volgendo al termine il contratto di condotta, Filippo Maria lasciò lo Sforza libero di recarsi a Lucca per combattere contro i fiorentini; questi ultimi tentarono però subito di offrirgli un ingaggio. Per mantenere il condottiero sotto il proprio controllo, il Duca gli offrì in sposa la figlia Bianca Maria, che all'epoca aveva solo cinque anni. Inoltre, anche se ufficialmente legittimata dall'imperatore Sigismondo, la bambina era estromessa dalla successione. Nonostante ciò, non è escluso che il Visconti abbia fatto intravedere allo Sforza la possibilità di adottare come legittimo erede, e quindi come successore al titolo, il consorte della figlia.
Francesco Sforza accettò la proposta matrimoniale, probabilmente attratto dall'anticipo della dote che consisteva nelle terre di Cremona, Castellazzo e Bosco, Frugarolo. Il contratto di fidanzamento venne ratificato il 23 febbraio 1432 presso il castello di Porta Giovia, residenza milanese dei Visconti; come padrino d'anello di Bianca Maria fu indicato Andrea Visconti, generale dell'ordine degli Umiliati. La presenza di Bianca Maria e della madre Agnese alla cerimonia non è accertata; alcune testimonianze riferiscono anzi che la prima visita di Bianca a Milano abbia avuto luogo quand'era ormai in età da marito.
Negli anni successivi, in seguito all'alterno andamento dei rapporti fra l'ambizioso fidanzato e il lunatico e sospettoso padre, quest'ultimo tentò per ben due volte di sciogliere il fidanzamento e di orientarsi su altri candidati: nel 1434, in seguito al "voltafaccia" dello Sforza che si era schierato con papa Eugenio IV contro il quale il Visconti lo aveva inviato a combattere, fu contattato Carlo Gonzaga, figlio del marchese di Mantova. Il successivo progetto di fidanzamento con il ferrarese Leonello d'Este era in realtà solo una macchinazione per indurre lo Sforza ad abbandonare lo schieramento veneziano.

#### La formazione
Piuttosto indifferente a tutti questi intrighi, Bianca Maria trascorse l'infanzia e l'adolescenza nel castello di Abbiategrasso con la madre, in un clima culturale di grande apertura. Qui ricevette, per desiderio paterno, un'accurata formazione di tipo umanistico. La biblioteca ducale, inventariata nel 1426, era caratterizzata da una grande varietà di opere: a fianco dei classici latini si trovavano testi francesi e provenzali di narrativa ma anche scientifici e didattici, nonché testi in italiano volgare con largo predominio degli autori toscani.
Tra i testi a disposizione di Bianca Maria vi erano opere di Catone Sacco, il Grammaticon del segretario ducale Pier Candido Decembrio e le Imitationes rhetoricae di fra' Antonio da Rho, oratore di Filippo Maria.
Padre e figlia non avevano gusti comuni solo nelle letture; entrambi erano appassionati di cavalli e sembra che Bianca Maria fosse anche un'abile cacciatrice.

### Il matrimonio

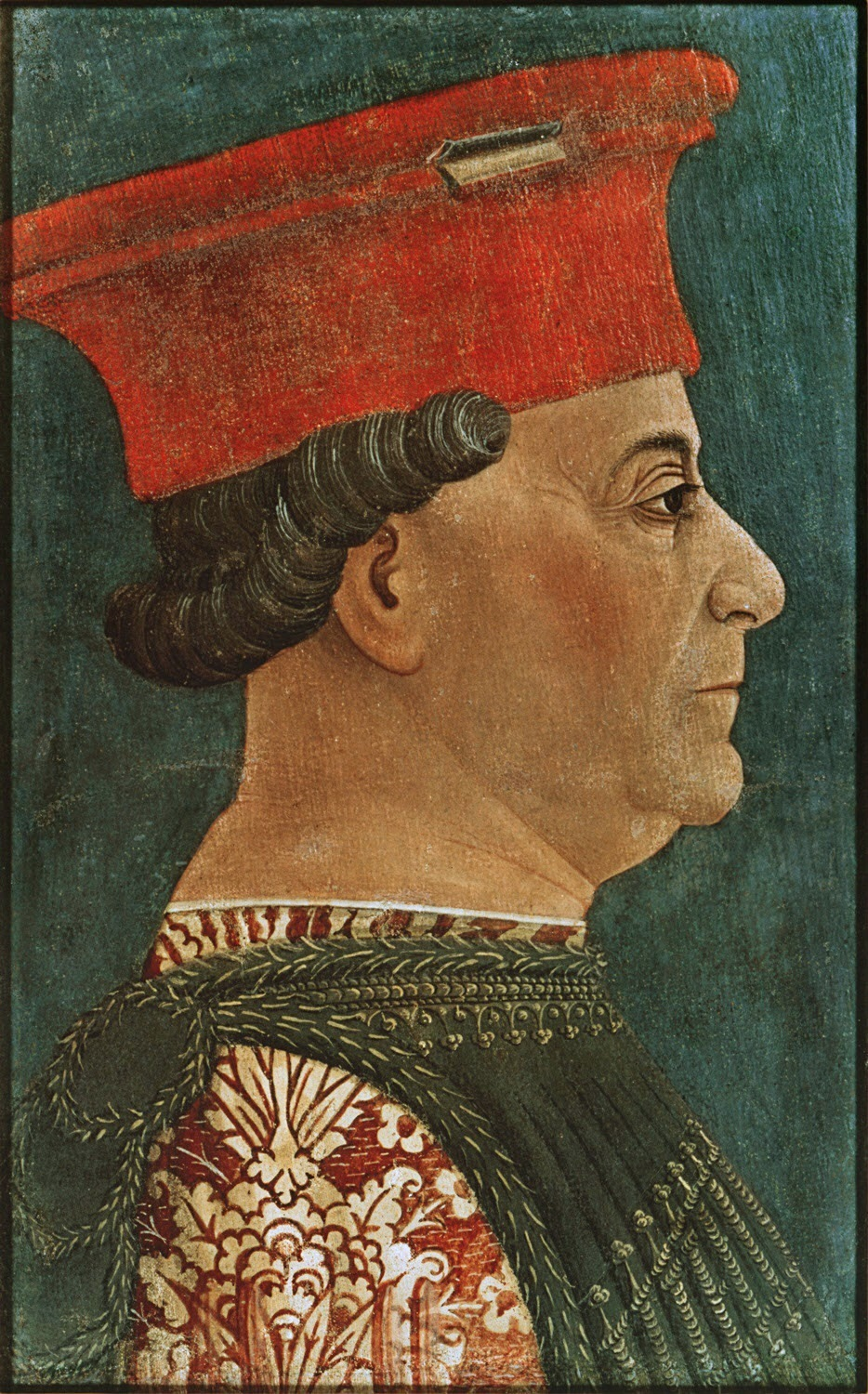
Francesco Sforza ritratto da Bonifacio Bembo (Milano, Pinacoteca di Brera)

Nonostante l'ottima formazione, la giovane Bianca Maria ebbe ben poche occasioni per lasciare il castello di Abbiategrasso. Il primo allontanamento dalla residenza e dalla madre avvenne infatti nel settembre del 1440, in occasione di un viaggio a Ferrara, organizzato dal padre con la complicità di Niccolò d'Este, per indurre lo Sforza, all'epoca capitano generale della Serenissima, a cambiare schieramento.
Inizialmente pianificato per la primavera del 1438, anno in cui Troilo di Muro cognato dello Sforza si recò a Milano per concludere le nozze per procura, il matrimonio fu più volte rimandato dallo stesso Duca. Lo Sforza nel 1439 accettò una nuova condotta da parte di Venezia e iniziò una campagna contro il Ducato di Milano, nella quale ottenne successi tali da intimorire il Visconti, tanto che nel luglio del 1440 questi interpellò Niccolò d'Este chiedendogli di fare da intermediario per la ricerca di una tregua; Niccolò d'Este era infatti da anni un ottimo amico dello Sforza, che aveva passato parte dell'infanzia presso la corte estense.
L'intenzione di Filippo Maria era quella di far credere allo Sforza che avrebbe dato Bianca Maria in moglie a Leonello d'Este, per indurre il condottiero ad una tregua e a un avvicinamento con Milano, riprendendo le trattative matrimoniali.
Bianca Maria fu quindi accompagnata dalla madre a Pavia, dove si imbarcò sul bucintoro estense sul quale l'accolsero gli stessi Gianfrancesco Gonzaga e Niccolò d'Este, entrambi coinvolti con il Duca nelle trame matrimoniali che la coinvolgevano.
Il tentativo del Visconti di convincere il condottiero Sforza a cambiare schieramento non sortì effetto e nell'aprile del 1441 Bianca Maria fu riaccompagnata ad Abbiategrasso.
In quell'anno però la guerra fra Venezia e il Ducato di Milano ebbe una svolta: Niccolò Piccinino, al servizio del Visconti, riuscì a mettere lo Sforza in difficoltà ma come "premio" pretese la città di Piacenza. Il Duca, di fronte all'insolenza del proprio capitano e della fazione ad esso collegata, ebbe uno dei suoi consueti mutamenti di atteggiamento: dichiarò la fine delle ostilità e inviò presso il campo dov'era assediato lo Sforza una proposta di pace e la procura di matrimonio per la figlia. Lo Sforza accettò.
Le nozze ebbero luogo a Cremona il 25 ottobre del 1441 presso l'abbazia di San Sigismondo, sede scelta dallo stesso Sforza e preferita al più ovvio duomo della città per motivi di sicurezza. Fino all'ultimo Francesco diffidò infatti del suo lunatico suocero. I festeggiamenti durarono diversi giorni e compresero un sontuoso banchetto, diversi tornei, giostre, un palio, carri allegorici e una riproduzione del Torrazzo di Cremona fatta con il tipico dolce cremonese. È forse da questo episodio che ha origine il nome di torrone.

#### I primi anni di matrimonio
Già pochi giorni dopo il matrimonio (7 novembre) le bizze del Duca si fecero sentire sotto forma di un decreto che limitava i poteri dei suoi vassalli, Sforza compreso. Temendo l'ostilità del suocero, il 23 gennaio del 1442 Francesco riparò in territorio veneto stabilendosi a Sanguinetto (VR); per Bianca Maria iniziò allora una nuova fase, dall'ambiente riparato e isolato del castello alla vita spesso disagevole della moglie del condottiero.
Nel maggio dello stesso anno la coppia fu invitata a Venezia. Nonostante l'aperta inimicizia nei confronti del padre di lei, l'accoglienza da parte del doge Francesco Foscari e della dogaressa Marina Nani fu sontuosa. Al secondo giorno della visita giunse però la notizia che il Piccinino stava radunando un esercito per minacciare i territori dello Sforza nella Marca anconitana. Questi avrebbe voluto partire subito ma l'intercessione e le promesse di aiuto da parte del Foscari, unite alle pressioni della moglie, lo convinsero a restare altri due giorni.
Lasciata Venezia i due si recarono a Jesi, passando prima per Rimini, dove furono ospiti dell'infido Sigismondo Malatesta, quindi a Gradara, presso Galeazzo Malatesta. A Jesi cominciò per Bianca Maria un periodo travagliato: rimasta al castello mentre lo Sforza era alla guida dell'esercito, già nel 1442 venne nominata dal marito reggente della Marca: «poniamo a capo di tutta la nostra provincia l'inclita e illustre nostra consorte Bianca Maria [...] le affidiamo tutto il governo della medesima (provincia) affinché la prudenza, l'equità, la clemenza e la grandezza d'animo, virtù [...] delle quali la nostra consorte è per natura e per educazione grandemente fornita [...]». Può colpire che il condottiero si esprima in toni così elogiativi della moglie diciassettenne, ma in pochi mesi di matrimonio aveva iniziato ad apprezzarne le doti caratteriali e aveva condiviso con lei le decisioni politiche e amministrative. Le cronache del tempo riportano molte occasioni in cui Bianca Maria intervenne nell'amministrazione e anche nell'attività diplomatica.
Se il sentimento fra i due fu sicuramente di reciproco rispetto e con ogni probabilità anche di amore, rimaneva senz'altro diversa la concezione della fedeltà coniugale: se per Bianca Maria era un valore assoluto e imprescindibile, per Francesco lo era molto di meno; egli si dedicava infatti ai rapporti extraconiugali con assoluta noncuranza. Nel 1443, in occasione del primo di questi tradimenti, Bianca Maria ebbe un atteggiamento molto dissonante dal suo abituale carattere. Narra il Piccolomini nei suoi Commentarii che Bianca Maria fece allontanare la sua rivale, che poi fu misteriosamente rapita e uccisa, e impedì a Francesco di vedere Polidoro, il figlio nato da quel rapporto.

#### Tra due uomini
I primi anni di vita coniugale coincisero con un lungo periodo turbato dal contrasto fra Filippo Maria Visconti e Francesco Sforza; il primo era impegnato in una contorta politica espansionistica e in un continuo mutamento di alleanze, tanto da affidare le sue armate a Niccolò Piccinino, da sempre rivale dello Sforza; l'altro era coinvolto in un conflitto con il papato che lo portò fino alla scomunica, avvenuta nel 1442. Una posizione sicuramente difficile per Bianca Maria, che da persona di grande lealtà come viene descritta dai suoi biografi si trovava dilaniata fra due fazioni in guerra.
Nel 1446 il Duca, ormai malato e indebolito, opera un tentativo di riavvicinamento con lo Sforza; nonostante l'insistenza di Bianca Maria, questi rimase però diffidente e preferì dare priorità alla difesa dei suoi territori insidiati dalle truppe papali. Nel marzo del 1447 il condottiero si sentì abbastanza sicuro e accettò la carica di «ducale luogotenente» ma ancora una volta il Visconti cambiò idea, insospettito e ingelosito per la gioia manifestata dalla fazione sforzesca residente a Milano. Ciò avveniva nello stesso momento in cui il nuovo papa, Niccolò V, pretese dallo Sforza la restituzione di Jesi. Per la coppia fu il momento peggiore, ulteriormente funestato dalla morte di Costanza, moglie di Alessandro Sforza, che aveva condiviso con Bianca Maria gli anni precedenti.
Francesco Sforza accettò la cessione di Jesi al Papa per 35.000 fiorini e si mise in marcia con la moglie per raggiungere Milano. Il viaggio fu però rallentato da alcune tappe necessarie per consolidare future alleanze e la notizia del decesso del Visconti, avvenuto fra il 13 e il 14 agosto 1447 raggiunse la coppia a Cotignola, nell'antica residenza di famiglia; Bianca Maria accolse con rabbia e sgomento le notizie dei saccheggi e della distruzione delle proprietà viscontee a Milano.
Bianca e Francesco, accompagnati da 4.000 cavalieri e 2.000 fanti, erano in marcia verso Cremona quando la neonata Aurea Repubblica Ambrosiana, minacciata da Venezia, offrì allo Sforza il titolo di Capitano Generale. Furiosa con Milano, Bianca avrebbe voluto un rifiuto sdegnato ma il lungimirante marito accettò il titolo, dando inizio a un triennio di lotte senza scrupoli per difendere ciò che rimaneva del ducato e riconquistare le città che se ne erano staccate.
Nel maggio 1448, mentre lo Sforza stava consolidando la riconquista di Pavia, che gli aveva offerto il titolo di conte in cambio del mantenimento di alcuni privilegi municipali, avvenne un episodio molto esaltato dalle cronache. I veneziani approfittarono dell'assenza dello Sforza per attaccare Cremona e in particolare per attraversarne il ponte e raggiungere Pavia. Bianca Maria indossò l'armatura da parata e si precipitò, seguita dal popolo e dalle truppe, verso il ponte armata di una lancia e partecipando attivamente alla battaglia che durò fino a sera. Quest'episodio, che rimase unico nella vita di Bianca Maria, fu in seguito sfruttato per descriverla ingiustamente come donna guerriera e spericolata.
Scongiurato il pericolo veneziano, si trasferì a Pavia e si insediò nel castello Visconteo circondata da un vasto gruppo di famigliari suoi e del marito e di parenti della madre. Da Pavia, in attesa del terzo figlio, si occupò della famiglia ma allacciò anche una folta rete di relazioni con i vari membri dei rami della famiglia Visconti e con i feudatari locali procurando al marito nuovi appoggi e trattando per ottenere prestiti e fondi. Le difficoltà finanziarie che già avevano perseguitato la coppia in passato continueranno infatti anche nel periodo del ducato.
Il 24 febbraio del 1450 a Milano scoppiarono dei tumulti. Venne ucciso l'ambasciatore di Venezia, ritenuto responsabile della carestia che affliggeva la città, e un'adunanza di notabili, nobili e cittadini, su consiglio di Gaspare da Vimercate, chiamò lo Sforza a reggere la città. Milano, come puntualizzarono molti storici dell'epoca, si consegnò «per fame e non per amore».

### Duchessa di Milano

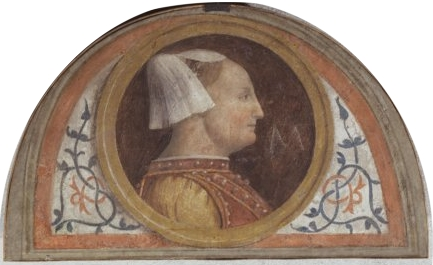
Bernardino Luini. lunetta con Bianca Maria Visconti, 1522/25

La data dell'ingresso dei nuovi duchi a Milano è controversa: alcuni storici affermano che fu il 25 marzo, secondo altre fonti invece ebbe luogo il 22 marzo. Univoca è invece la descrizione dell'arrivo in città della coppia, passando da Porta Nuova dove rifiutarono il carro trionfale - ritenendolo «superstizione da re» - per entrare a cavallo recandosi verso il Duomo e in seguito nel cortile dell'Arengo. Qui, dopo la pronuncia della nomina, vennero consegnati a Francesco lo scettro, lo stendardo inquartato con la vipera viscontea e l'aquila imperiale, il sigillo, la spada e le chiavi della città.  Lo Sforza venne investito del nuovo dominio con il giuramento dei sindaci e procuratori del comune: si tratta probabilmente del primo caso di titolo ducale conferito dal popolo.

#### I primi anni del ducato
L'inizio della reggenza di Francesco Sforza è caratterizzato da un intenso lavoro diplomatico volto a consolidare la fragile base del suo potere, che da molti era ritenuto illegittimo. La distruzione degli archivi ducali avvenuta nel periodo della repubblica provocò molta confusione, rivendicazioni più o meno legittime di poteri e proprietà erano all'ordine del giorno. Bianca nel frattempo si dedicò a rintracciare i beni paterni andati perduti durante i saccheggi e a ristrutturare il palazzo ducale per alloggiarvi la numerosa famiglia.
Nei primi anni di reggenza di Francesco Sforza ebbero luogo la venuta in Italia dell'imperatore Federico III e una nuova campagna di Venezia contro Milano. Rimasta a Milano in assenza del marito impegnato in operazioni militari, Bianca si dedicò all'attività amministrativa e diplomatica, seguì i numerosi intrighi e tradimenti di vari personaggi che gravitavano intorno alla corte ducale e si occupò della vita quotidiana come testimonia un ampio carteggio (custodito in parte presso l'Archivio di Stato di Milano) fra lei e il marito, ricco di notizie sull'educazione dei figli, sull'amministrazione dello stato, sulle costanti difficoltà finanziarie e sui dettagli della vita quotidiana. Alla nascita del quarto figlio Bianca scrive al marito pregandolo «da pensare de metergli uno bello nome adciò suplisca in parte alla figura del puto che mi è il più sozo (brutto) di tuti gli altri» (descrivendo colui che diverrà noto come Ludovico il Moro). Dai carteggi fra i due emerge costantemente da un lato il rispetto dello Sforza per "Madonna Biancha" e dall'altro il carattere determinato di Bianca che, pur seguendo le indicazioni del consorte, non ha remore a esprimere le sue opinioni quando dissentono da quelle del marito: «io in tute le cose son disposta a fare tuto quelo che ve sia in piacimento [...] ma questa cosa ad farla me pare tanto grave [...] et per più et più ragioni non me par bene che [...] sia facta per mi». Nei carteggi non mancano toni aspri e sfuriate in seguito alle avventure extra-coniugali dello Sforza, «Madonna Biancha mi ha dicto quelle cose che le donne dicono ali mariti», spiegava rassegnato.
Altro ampio carteggio è quello tra Agnese del Maino e Francesco Sforza, ricco di dettagli scherzosi e nel quale la nonna tesse le lodi dei nipoti e in particolare di quello che appare il suo preferito, Galeazzo Maria, entusiasmo che il padre non condivide in pieno avendo già avuto modo di rendersi conto del carattere prepotente dell'erede.
Nel 1452 fu Bianca ad occuparsi di ricevere e ospitare a Pavia Renato d'Angiò, diretto a Cremona per unirsi allo Sforza con il suo esercito. Il breve soggiorno è caratterizzato dalle intemperanze della truppa francese a Pavia e da una visita a sorpresa di Renato a Milano, dove Bianca lo riceve nuovamente (lamentandosene però col marito perché colta alla «sprovveduta») e gli mostra il cantiere del Castello Sforzesco, opera fortemente voluta dallo Sforza.

#### Gli anni della maturità

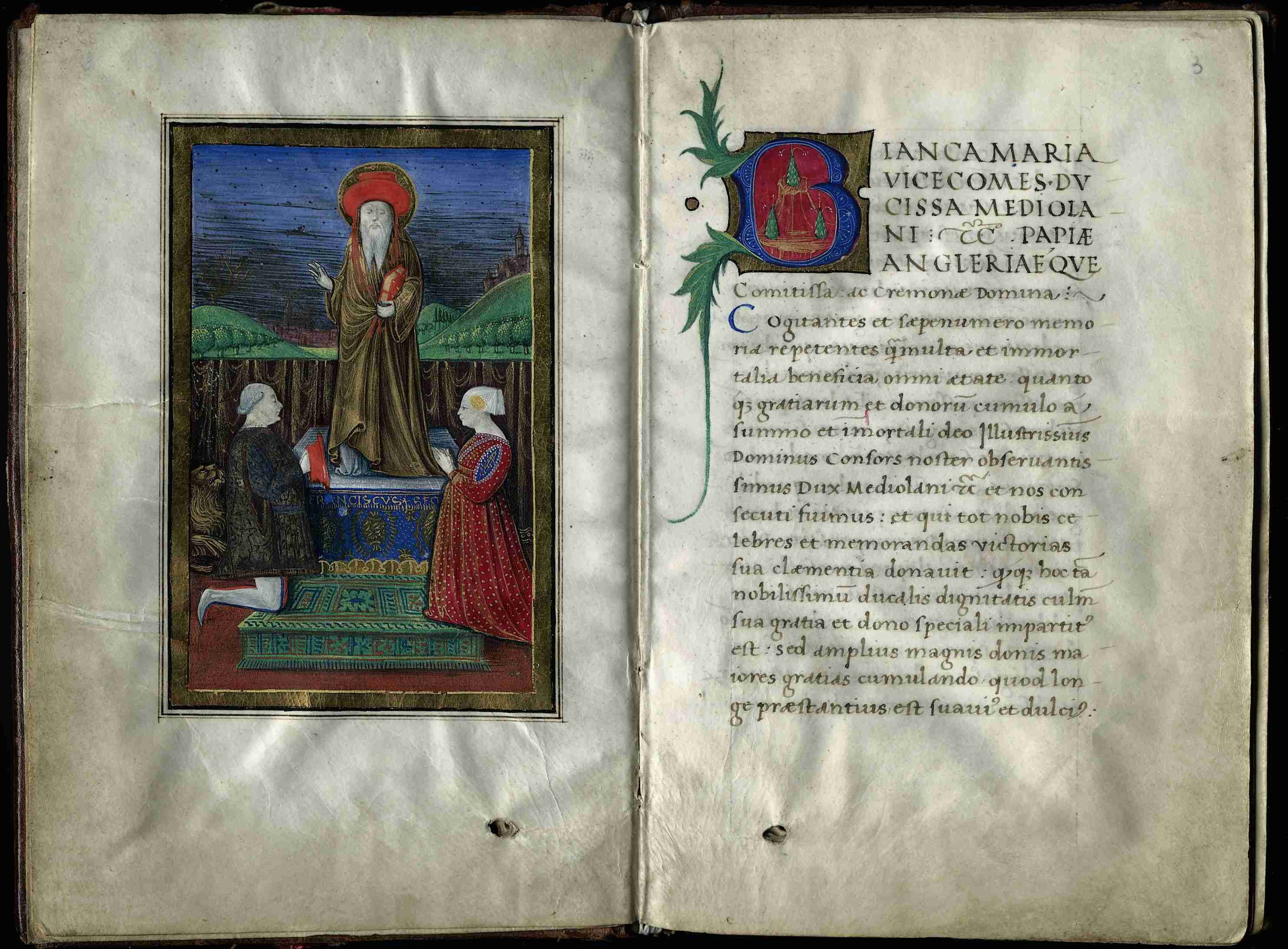
Miniatura dedicata a Bianca Maria, duchessa di Milano, dal "Codicetto di Lodi"

Negli anni da duchessa, soprattutto in quelli pacifici seguiti alla pace di Lodi, non furono solo l'attività diplomatica e quella quotidiana a impegnare Bianca Maria. Ella si dedicò infatti al restauro ed abbellimento delle residenze ducali, all'organizzazione di ricevimenti e banchetti ma anche alla costruzione di opere di pubblica utilità e ad aiutare le fasce di popolazione più povere, in particolare le donne. Vi sono numerose testimonianze di donne maltrattate che si rivolsero a lei per trovare rimedio. Bianca Maria e Francesco Sforza, su incoraggiamento di Monsignor Gabriele Sforza e frate Michele Carcano, fecero inoltre erigere un grande ospedale per i poveri, l'Ospedale Maggiore.
La devozione di Bianca Maria si manifestò anche nel 1459 quando Pio II convocò il Concilio di Mantova nella speranza di organizzare una crociata contro i turchi. Bianca offrì un contingente di 300 fanti e Francesco, giunto a Mantova in un momento successivo, si offrì di condurre la crociata. La crociata non si fece ma la coppia tornò a Milano con le bolle di indulgenza in favore del Duomo di Milano e dell'Ospedale Maggiore. Di questo evento, così come della coppia ducale, il Piccolomini fece una dettagliata descrizione nei suoi Commentarii.
Nel 1462 Francesco Sforza, da tempo sofferente di gotta e idropisia, attraversò breve periodo di grave malattia. In questa circostanza fu solo l'intensa attività epistolare di Bianca Maria che impedì lo sfascio dello stato; la notizia dell'indisposizione dello Sforza aveva infatti alimentato una serie di ribellioni, in parte fomentate da Venezia che era pronta a intervenire per opporsi alla coalizione fra Milano, Firenze e Napoli voluta dallo Sforza. Vi fu addirittura un riavvicinamento con Jacopo Piccinino, figlio di Niccolò, che espresse una forte stima per Bianca Maria, tanto che venne organizzato il matrimonio con Drusiana, figlia naturale di Francesco.
D'altra parte non cessarono le preoccupazioni per il figlio Galeazzo; oltre alle caratteristiche caratteriali inquietanti mostrate dal giovane, vi fu anche la rottura del fidanzamento con Dorotea Gonzaga, un contratto che era stato stipulato in un momento in cui l'appoggio dei Gonzaga era vitale per il ducato; lo stesso matrimonio venne però in seguito considerato troppo poco prestigioso dallo Sforza. La rottura del parentado fu uno dei contrasti che turbarono l'armonia della coppia ducale: l'orgogliosa Bianca Maria non avrebbe voluto infrangere la parola data mentre per Francesco prevalse la ragion di stato. Tra l'altro Bianca Maria era legata a Barbara Gonzaga, marchesa di Mantova e madre di Dorotea, da un intenso e duraturo rapporto di amicizia.

#### Le tragedie finali
Forse conscio della fine imminente, Francesco coinvolse sempre di più Bianca Maria nel governo del ducato tanto che i castellani prestarono anche a lei giuramento di fedeltà, ufficializzandone la co-reggenza. All'alba del 1465, in un periodo di pace e mentre la fama di abile diplomatico e politico accorto del marito era all'apice, tre dei suoi figli lasciarono Milano: Galeazzo partì per la Francia a capo di una spedizione militare in aiuto del re Luigi XI, mentre Ippolita e Sforza Maria si recarono a Napoli per sposare rispettivamente Alfonso ed Eleonora d'Aragona. Nello stesso periodo anche la loro sorellastra Drusiana si recò nella città partenopea per raggiungere il marito Jacopo Piccinino. Il doppio matrimonio rischiò tuttavia di andare a monte per un episodio che rese burrascosi i rapporti con la corte napoletana: lo Sforza venne infatti accusato di complicità nella morte del Piccinino, avvenuta in carcere a Napoli.
Oltre alla preoccupazione per le condizioni di salute di Francesco e per i crescenti contrasti tra questi e il figlio primogenito, Bianca Maria venne colpita da un'altra grave perdita: il 13 dicembre 1465 morì infatti la madre Agnese. La morte di Francesco seguì invece pochi mesi dopo, l'8 marzo 1466. Dopo essersi abbandonata per alcuni giorni al dolore, la vedova prese rapidamente in mano le redini del ducato, fece richiamare il figlio primogenito e organizzò i preparativi per la successione.
L'atteggiamento iniziale di Galeazzo fu di riconoscenza e deferenza nei confronti della madre, che mise tutto il suo impegno nel guidarlo verso il proseguimento delle linee politiche paterne. Ma non appena si sentì più sicuro nel ruolo, il nuovo Duca incominciò a fare di testa propria con l'avidità, la prepotenza e l'incostanza che da sempre lo caratterizzavano. Ben presto lo scontro con la madre divenne aspro, tanto più che gran parte della corte, per ovvi motivi di opportunità, prese le parti di Galeazzo.
Nel 1467, con la morte di Dorotea Gonzaga, si spianò la strada per il matrimonio tra Galeazzo Sforza e Bona di Savoia. Il nuovo Duca manovrò sempre più per relegare la madre in un ruolo secondario: minacciò gli ultimi cortigiani che le erano rimasti fedeli, ne violò la corrispondenza e infine le ordinò di lasciare la città, tanto che in seguito Antonio da Trezzo, ambasciatore degli Sforza a Napoli, rivelò che Bianca Maria aveva pensato di «presentarsi in piazza e chiedere l'aiuto del popolo».
L'oggetto della contesa divenne in particolare la città di Cremona, da sempre cara a Bianca in quanto sua città dotale, tanto che decise infine di trasferirvisi per mantenerne l'indipendenza. Vi sono testimonianze dell'epoca che affermano che Bianca Maria aveva in mente di lasciare il dominio della città a Venezia, e nello stesso periodo sono attestati frequenti contatti tra Bianca Maria e Ferdinando, re di Napoli, favorevole ad un rovesciamento di Galeazzo.

#### Gli ultimi giorni
Nonostante il parere contrario di tutti coloro che le erano vicini, Bianca Maria decise di assistere al matrimonio del suo primogenito, che si tenne il 7 luglio 1468. Al termine dei festeggiamenti accompagnò la figlia Ippolita, diretta a Napoli via Genova, fino a Serravalle per poi fare ritorno a Cremona. È incerto il motivo della sua tappa a Melegnano, dove giunse il 18 agosto, ma qui dopo pochi giorni venne colpita da un forte malessere con febbre alta che la obbligò a trascorrervi tutto il mese di agosto e quello di settembre. In questo periodo vi fu ancora un intenso traffico di corrispondenza, ma all'inizio di ottobre le sue condizioni subirono un brusco peggioramento.
Richiamato dalla notizia, il 19 ottobre Galeazzo raggiunse la madre a Melegnano. Pur mostrandosi affranto davanti ad essa, si affrettò a rogare una protesta nella quale dichiarava di non assumere su di sé debiti e impegni da questa contratti durante il suo ducato.
Bianca Maria Visconti Sforza morì, all'età di 43 anni, a Melegnano secondo gli storici il 23 ottobre, secondo la sua più vicina confidente il 28 ottobre 1468, dopo aver raccomandato al primogenito i suoi figli più giovani, Elisabetta e Ottaviano. Fu sepolta nel duomo di Milano a fianco del marito dopo una solenne cerimonia. L'orazione funebre, commissionata da Galeazzo, fu scritta dal poeta e umanista Francesco Filelfo.

#### I sospetti sulla morte
Galeazzo Maria fu apertamente accusato, tra gli altri anche dal Colleoni, di aver avvelenato la madre. Bernardino Corio affermò che [Bianca Maria] «più de veneno che di naturale egretudine fusse morta». Nelle settimane di infermità a Melegnano vi fu in effetti un intenso via vai di emissari del figlio, e tra questi figurano anche personaggi ambigui che in seguito furono implicati in altri casi di avvelenamento. L'ipotesi del matricidio da parte di Galeazzo, pur non essendo provata, è dunque plausibile.

## Discendenza
Dal matrimonio con Francesco Sforza nacquero dieci figli, otto dei quali sopravvissuti: 
- Galeazzo Maria (Fermo, 14 gennaio 1444 - 1476), Duca di Milano dal 1466 al 1476;
- Ippolita Maria (Jesi, 18 marzo (o aprile) 1445 - 1488) sposò nel 1465 Alfonso di Aragona;
- Figlio morto alla nascita;
- Filippo Maria (Pavia, 22 dicembre 1449 - 1492) conte di Corsica e Pavia;
- Sforza Maria (18 agosto 1451 - 1479) duca di Bari;
- Ludovico Maria detto "il Moro" (3 agosto 1452 - 1508);
- Francesco Galeazzo Maria (nato il 5 agosto 1453), morto poco dopo la nascita;
- Ascanio Maria (3 marzo 1455 - 1505) Vescovo di Pavia;
- Elisabetta Maria (10 giugno 1456 - 1472);
- Ottaviano Maria (30 aprile 1458 - 1477) Conte di Lugano.

## Ascendenza
|                        |   |                    | Genitori               |  |  | Nonni |  |  | Bisnonni             |  |  | Trisnonni        |  |
|                        |   |                    |                        |  |  |       |  |  | Galeazzo II Visconti |  |  | Stefano Visconti |  |
|                        |   |                    |                        |  |  |       |  |  | Galeazzo II Visconti |  |  | Stefano Visconti |  |
|                        |   | Valentina Doria    |                        |  |  |       |  |  | Galeazzo II Visconti |  |  |                  |  |
| Gian Galeazzo Visconti |   |                    |                        |  |  |       |  |  | Galeazzo II Visconti |  |  |                  |  |
|                        |   | Bianca di Savoia   | Aimone di Savoia       |  |  |       |  |  |                      |  |  |                  |  |
|                        |   | Bianca di Savoia   | Aimone di Savoia       |  |  |       |  |  |                      |  |  |                  |  |
|                        |   | Bianca di Savoia   | Violante Paleologa     |  |  |       |  |  |                      |  |  |                  |  |
| Filippo Maria Visconti |   | Bianca di Savoia   |                        |  |  |       |  |  |                      |  |  |                  |  |
|                        |   | Bernabò Visconti   | Stefano Visconti       |  |  |       |  |  |                      |  |  |                  |  |
|                        |   | Bernabò Visconti   | Stefano Visconti       |  |  |       |  |  |                      |  |  |                  |  |
|                        |   | Bernabò Visconti   | Valentina Doria        |  |  |       |  |  |                      |  |  |                  |  |
| Caterina Visconti      |   | Bernabò Visconti   |                        |  |  |       |  |  |                      |  |  |                  |  |
|                        |   | Regina della Scala | Mastino II della Scala |  |  |       |  |  |                      |  |  |                  |  |
|                        |   | Regina della Scala | Mastino II della Scala |  |  |       |  |  |                      |  |  |                  |  |
|                        |   | Regina della Scala | Taddea da Carrara      |  |  |       |  |  |                      |  |  |                  |  |
| Bianca Maria Visconti  |   | Regina della Scala |                        |  |  |       |  |  |                      |  |  |                  |  |
|                        | … | …                  |                        |  |  |       |  |  |                      |  |  |                  |  |
|                        | … | …                  |                        |  |  |       |  |  |                      |  |  |                  |  |
|                        | … | …                  |                        |  |  |       |  |  |                      |  |  |                  |  |
| Ambrogio del Maino     | … |                    |                        |  |  |       |  |  |                      |  |  |                  |  |
|                        |   | …                  | …                      |  |  |       |  |  |                      |  |  |                  |  |
|                        |   | …                  | …                      |  |  |       |  |  |                      |  |  |                  |  |
|                        |   | …                  | …                      |  |  |       |  |  |                      |  |  |                  |  |
| Agnese del Maino       |   | …                  |                        |  |  |       |  |  |                      |  |  |                  |  |
|                        |   | …                  | …                      |  |  |       |  |  |                      |  |  |                  |  |
|                        |   | …                  | …                      |  |  |       |  |  |                      |  |  |                  |  |
|                        |   | …                  | …                      |  |  |       |  |  |                      |  |  |                  |  |
| ?...Negri              |   | …                  |                        |  |  |       |  |  |                      |  |  |                  |  |
|                        |   | …                  | …                      |  |  |       |  |  |                      |  |  |                  |  |
|                        |   | …                  | …                      |  |  |       |  |  |                      |  |  |                  |  |
|                        |   | …                  | …                      |  |  |       |  |  |                      |  |  |                  |  |
|                        |   | …                  |                        |  |  |       |  |  |                      |  |  |                  |  |